# Chasmatonotus bicolor
Chasmatonotus bicolor är en tvåvingeart som beskrevs av Rempel 1937. Chasmatonotus bicolor ingår i släktet Chasmatonotus och familjen fjädermyggor. Inga underarter finns listade i Catalogue of Life.